# Costituzione siciliana del 1812
La Costituzione di Sicilia del 1812 fu lo statuto costituzionale adottato quell'anno nel Regno di Sicilia dal reggente Francesco di Borbone come risposta alla rivolta scoppiata nell'isola e all'avanzata napoleonica.

## Storia

### Antefatti
Il 22 dicembre 1798, a seguito della invasione francese del regno di Napoli, il re Ferdinando IV di Borbone (III di Sicilia), abbandonò Napoli rifugiandosi a Palermo, capitale del Regno di Sicilia. I siciliani, inizialmente soddisfatti delle assicurazioni date da Ferdinando nel discorso di apertura della sessione parlamentare del 1802 riguardo alla sua intenzione di mantenere la corte a Palermo, concessero donativi oltremodo ingenti. In realtà Ferdinando e la sua corte non desideravano altro che tornare a Napoli e, appena gli accordi con Napoleone lo resero possibile, lo fecero nel giugno del 1802.
Quando però i reali di Borbone furono costretti a fuggire da Napoli e tornare ancora a Palermo nel 1806, l'atmosfera che li accolse fu tutt'altro che festosa, non volendo il popolo siciliano sottostare al loro predominio né pagare ulteriori gabelle all'esclusivo fine di mantenerli.

### Francesco reggente
Stando così le cose, Ferdinando, nel 1810, riunì il Parlamento siciliano domandando personalmente aiuti adeguati per la salvaguardia del regno minacciato dai francesi.
Dopo lunghe discussioni il governo ebbe un donativo appena sufficiente ai bisogni immediati, dovendo così imporre una gravosa tassa sulle entrate, ma il parlamento chiese una costituzione.
A farsi arbitro della situazione un emissario del governo inglese nell'isola, Lord William Bentinck, la cui flotta proteggeva il regno di Sicilia dalle invasioni del regno di Napoli napoleonico. Egli invitò Ferdinando ad abbandonare il governo. Questi  si rifugiò in campagna a Ficuzza, e pur di non firmare la costituzione, nominò il figlio Francesco suo reggente nel gennaio 1812.
Al giovane ed erede venne accostato un governo esclusivamente siciliano presieduto da un consigliere di Stato anziano (una sorta di primo ministro). L'attribuzione del comando militare, con il titolo di capitan generale de' reali eserciti di S. Maestà siciliana, andò allo stesso Bentinck.

### Lo statuto

#### La redazione del testo
Obiettivo fondamentale era la ratifica di un nuovo statuto costituzionale. L'idea trovò non pochi seguaci e prevalse l'idea che il testo sarebbe stato elaborato dai Bracci, le antiche istituzioni parlamentari di derivazione normanna. A redigerla materialmente i capi del partito riformista siciliano (i principi Carlo Cottone di Castelnuovo e Giuseppe Ventimiglia di Belmonte) chiamarono l'abate Paolo Balsamo, membro del braccio ecclesiastico del parlamento. Questi si adoperò per mantenere a fondamento della costituzione "le antiche leggi ed usanze del paese", avendo d'altra parte "per guida" la Costituzione del Regno Unito, "raccomandata dall'esperienza e dal buon successo di secoli", e non quelle francese e la recente spagnola perché "troppo democratiche e perciò tendenti all'anarchia"..

#### La promulgazione
Lo statuto costituzionale siciliano quindi, sebbene fosse stata appena promulgata la costituzione di Cadice, fu sul modello inglese, adattato alle esigenze locali.
Le dodici basi o principi generali, dopo la loro approvazione da parte del parlamento, erano state sottoposte al re, che, molto lontano dall'entusiasmarsene, pur di non accettarle diede la reggenza al figlio, che formalmente le promulgò.
Il testo venne quindi approvato dal parlamento il 18 luglio e la carta fu sanzionata e promulgata dal reggente Francesco il 10 agosto 1812. 
Appena poté, tuttavia, Ferdinando tornato re nel 1814, evitò di applicarla. Tornato a Napoli nel 1815 dopo la caduta di Gioacchino Murat, non convocò più il Parlamento siciliano e così, anche senza formale abrogazione, lo statuto costituzionale siciliano cadde disapplicato, avendo anche soppresso nel dicembre 1816 il Regno di Sicilia, con la nascita del regno delle Due Sicilie.

### I moti del 1820
Durante i moti del 1820 il Parlamento siciliano, riconvocatosi, promulgò di nuovo la carta costituzionale del 1812, ma in novembre il generale Pietro Colletta riconquistò la Sicilia e ristabilì la monarchia borbonica, rimettendo nuovamente l'isola sotto il controllo del governo costituzionale napoletano, fino a quando nel marzo 1821 giunsero le truppe austriache a ristabilire l'assolutismo borbonico.

### Lo statuto costituzionale del 1848
Scoppiata in gennaio la rivoluzione siciliana del 1848, Re Ferdinando II, nel tentativo di frenare la rivoluzione, fece promulgare la Costituzione del Regno Delle Due Sicilie il 10 febbraio 1848. La Sicilia liberale però non accettò questa nuova Carta, che non riconosceva sufficiente rappresentanza al potere legislativo. Allora il 10 luglio dello stesso anno il Parlamento siciliano approvò lo Statuto Fondamentale del Regno di Sicilia, con il quale si dichiarò indipendente. Tale Statuto rimarrà in vigore meno di un anno, perché il 28 febbraio 1849 Ferdinando II, dopo la riconquista, fece approvare l'ultima delle tre Costituzioni di questo breve ma intenso periodo: l'Atto Costituzionale di Gaeta Per La Sicilia. Con l'Atto di Gaeta il Re ripristina la monarchia pura. 

## L'impianto dello statuto
Il testo del 1812 si poteva suddividere in tre sezioni, composte da un totale di più di cinquecento articoli: la prima consisteva nelle “Basi” fondamentali della Costituzione, la seconda in numerosi “Capi” sul potere legislativo, il potere esecutivo e il potere giudiziario, e la terza in una serie di decreti riguardanti altri campi più specifici..

### La figura del sovrano
Il sovrano doveva professare solo e unicamente la religione cattolica apostolica romana, unica religione accettata nel Regno di Sicilia, altrimenti sarebbe stato detronizzato. Sebbene il potere legislativo spettasse al Parlamento, perché le leggi avessero vigore il re doveva approvarle per mezzo della Sanzione regia; inoltre il sovrano, che godeva del potere esecutivo, era definito “sacro ed inviolabile”, e aveva il privilegio di sciogliere il Parlamento a proprio piacimento, purché lo convocasse ogni anno.

### La divisione dei poteri
Il testo del 1812 prevedeva un potere legislativo attribuito a due assemblee: la Camera dei comuni (corrispondente all'ultimo Braccio, detto demaniale) eleggibile con voto censitario e palese, e la Camera dei pari (dove si accorpano primo e secondo Braccio, rispettivamente ecclesiastico e feudale e militare), e le cui cariche erano vitalizie e di nomina regia. Al Capo XIX della costituzione era stabilito che "ogni proposta relativa a sussidi e imposizioni dovrà iniziarsi nella Camera de' Comuni. Quella de' Pari avrà solamente il diritto di assentirvi o dissentirvi, senza potervi fare alterazione o modificazione alcuna".
L'esecutivo era nominato dal re ed un giudiziario composto di togati indipendenti soltanto formalmente. Le camere erano convocate dal re, almeno una volta all'anno e le leggi da esse approvate erano suscettibili di veto da parte del monarca.

### L'abolizione del feudalesimo
L’articolo XI delle “Basi” della Costituzione siciliana decretava “che non vi saranno più feudi, e tutte le terre si possederanno in Sicilia come in allodii, conservando però nelle rispettive famiglie l’ordine di successione, che attualmente si gode. Cesseranno ancora le giurisdizioni baronali; e quindi i baroni saranno esenti da tutti i pesi, a cui finora sono stati soggetti per tali diritti feudali. Si aboliranno le investiture, relevi, devoluzioni al fisco, ed ogni altro peso inerente ai feudi, conservando però ogni famiglia i titoli e le onorificenze”. Se è vero dunque che scomparve il feudalesimo, i baroni ne uscirono tuttavia persino rafforzati rispetto a prima. Con il suddetto decreto avevano infatti ottenuto di non dover più sottostare a legami di vassallaggio con il sovrano e di poter godere delle proprie terre in quanto proprietà private, che, oltre ad essere esenti da qualsiasi onere, potevano continuare ad essere tramandate in famiglia conservando titoli e onorificenze: di fatto da feudi si passò a parlare di latifondi. Per questo motivo la Costituzione siciliana del 1812 è stata voluta fortemente dai baroni, i quali ne trassero solamente dei vantaggi e sin da subito, vedendo tale possibilità, avevano cercato di sminuire la feudalità definendola “rancida”, dichiarandosi pronti ad abbandonarla proponendo il passaggio alla nuova legge.

### La suddivisione amministrativa

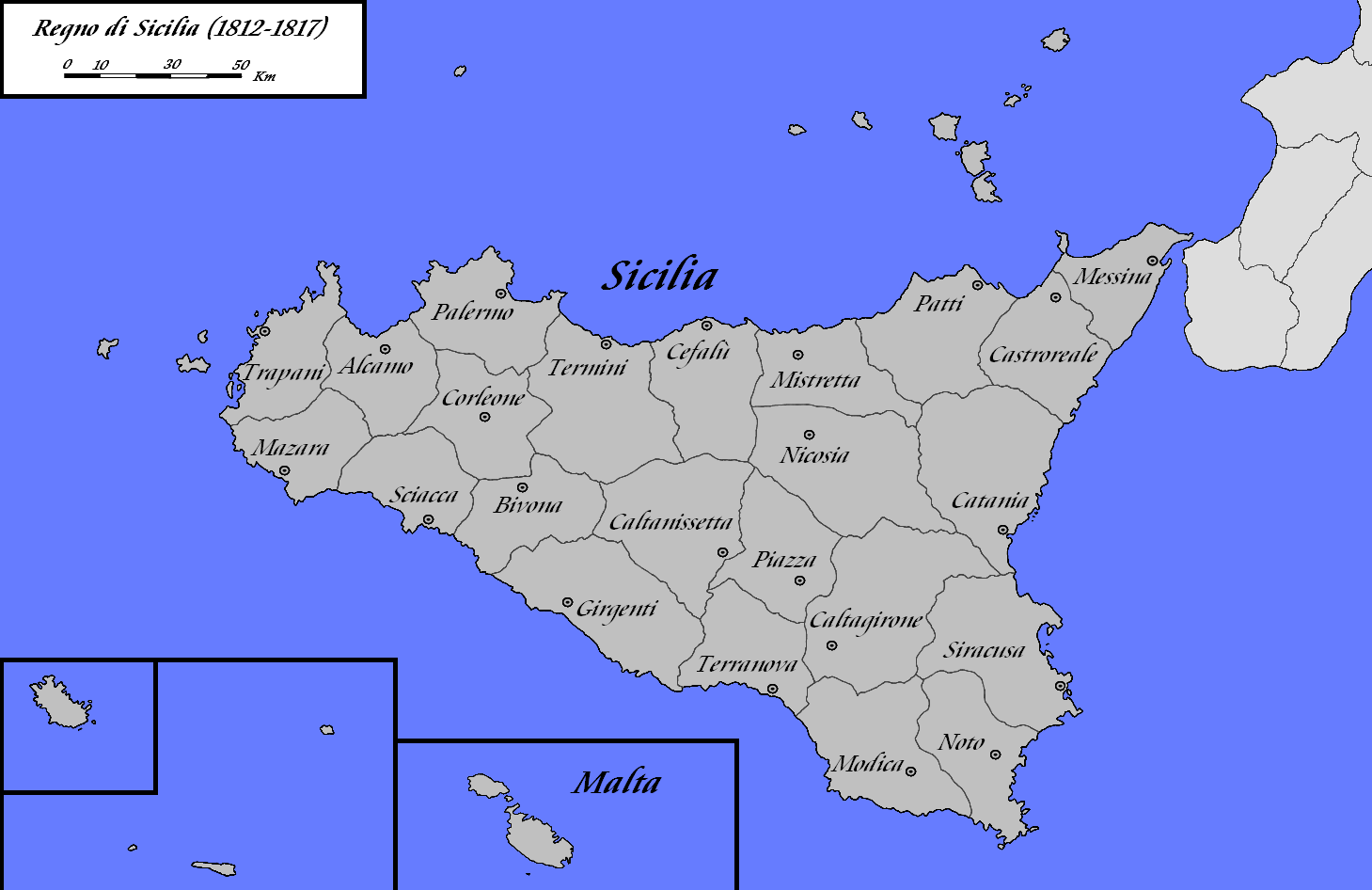
Mappa dei 23 distretti di Sicilia secondo la Costituzione del 1812.

Con la Costituzione del 1812, il Parlamento abolì l'antica suddivisione amministrativa della Sicilia nei tre valli di Mazara, Noto e Valdemone e stabilì l'istituzione di 23 distretti. Essi vennero delimitati dallo studioso ed astronomo Giuseppe Piazzi, che tenne conto delle caratteristiche naturali, economiche e demografiche delle varie zone dell'Isola. Infatti, in merito ai criteri utilizzati per delimitare i distretti e stabilirne i capoluoghi, la Costituzione del 1812 stabiliva:
(Costituzione del Regno di Sicilia - Divisione della Sicilia in 23 distretti)
Nonostante i criteri avanzati dal Piazzi, vi furono numerose controversie tra le città capoluogo e quelle che miravano a ricoprire tale ruolo, poiché le città designate come capoluogo di distretto usufruivano di diversi vantaggi politici, economici ed occupazionali.
Le 23 città siciliane elevate a capoluogo di distretto furono: Alcamo, Bivona, Caltagirone, Caltanissetta, Castroreale, Catania, Cefalù, Corleone, Girgenti, Mazara, Messina, Mistretta, Modica, Nicosia, Noto, Palermo, Patti, Piazza, Sciacca, Siracusa, Termini, Terranova e Trapani.

### Altri decreti
La Costituzione siciliana del 1812 presentava inoltre una serie di decreti riguardo argomenti più specifici, tra i più importanti la successione al trono, la libertà di stampa, l’abolizione dei fedecommessi e i diritti e i doveri del cittadino.